# هچکیس (کلرادو)
هچکیس (به انگلیسی: Hotchkiss) شهری در ایالت کلرادو کشور ایالات متحده آمریکا است که جمعیت آن در سرشماری سال ۲۰۱۰ میلادی، ۹۴۴ نفر بوده‌است.